# Hishimonus bakeri
Hishimonus bakeri är en insektsart som beskrevs av Knight 1970. Hishimonus bakeri ingår i släktet Hishimonus och familjen dvärgstritar. Inga underarter finns listade i Catalogue of Life.